# A Través de Flandes 2016
La 71.ª edición de la clásica ciclista A Través de Flandes se celebró en Bélgica el 23 de marzo de 2016. 
La carrera, que hizo parte del UCI Europe Tour 2016 en la categoría 1.HC (máxima categoría de estos circuitos), estuvo a punto de no disputarse debido a los Atentados de Bruselas de 2016.
El ganador final fue Jens Debusschere tras ganar en el sprint a Bryan Coquard y Edward Theuns, respectivamente.

## Recorrido
A través de Flandes dispuso de un recorrido total de 199,7 kilómetros. esta carrera forma parte del calendario de clásicas de adoquines, donde los primeros 90 km no tienen mucha dificultad. Los últimos 110 km concentraron 12 cotas, donde se destacaba los muros del Paterberg y el Oude Kwaremont.
| Número | Nombre           | Km  |
| ------ | ---------------- | --- |
| 1      | Nieuwe Kwaremont | 92  |
| 2      | Kattenberg       | 112 |
| 3      | Leberg           | 120 |
| 4      | Berendries       | 124 |
| 5      | Valkenberg       | 129 |
| 6      | Eikenberg        | 142 |
| 7      | Taaienberg       | 148 |
| 8      | Oude Kwaremont   | 166 |
| 9      | Paterberg        | 169 |
| 10     | Vossenhol        | 180 |
| 11     | Holstraat        | 184 |
| 12     | Nokereberg       | 192 |

## Equipos participantes
Tomaron parte en la carrera 22 equipos. 11 de categoría UCI ProTeam y 11 de categoría Profesional Continental. Formando así un pelotón de 163 ciclistas, con entre 4 (Movistar) y 8 corredores cada equipo -muchos equipos no pudieron completar los 8 debido a los atentados de Bruselas de 2016-, de los que acabaron 112. Los equipos participantes fueron:
| WorldTeams (11)- AG2R La Mondiale - BMC Racing Team - Etixx-Quick Step - IAM Cycling - Katusha - Lotto NL-Jumbo - Lotto-Soudal - Movistar Team - Orica-GreenEDGE - Tinkoff - Trek-Segafredo Equipos continentales profesionales (11)- Bora-Argon 18 - CCC Sprandi Polkowice - Cofidis, Solutions Crédits - Direct Énergie - Fortuneo-Vital Concept - Gazprom-RusVelo - Roompot-Oranje Peloton - Southeast-Venezuela - Stölting Service Group - Topsport Vlaanderen-Baloise - Wanty-Groupe Gobert |
| |

## Clasificación final
- Las clasificaciones finalizaron de la siguiente forma:[7]

| \| Clasificación general \| Clasificación general \| Clasificación general \| Clasificación general \| Clasificación general \| \| Ciclista \| Ciclista \| Equipo \| Tiempo \| \| \| --------------------- \| --------------------- \| --------------------- \| --------------------- \| --------------------- \| \| 1.º \| Jens Debusschere \| Lotto-Soudal \| 4 h 48 min 27 s \| \| \| 2.º \| Bryan Coquard \| Direct Énergie \| + 0 s \| \| \| 3.º \| Edward Theuns \| Trek-Segafredo \| + 0 s \| \| \| 4.º \| Filippo Pozzato \| Southeast-Venezuela \| + 0 s \| \| \| 5.º \| Jens Keukeleire \| Orica-GreenEDGE \| + 0 s \| \| \| 6.º \| Giacomo Nizzolo \| Trek-Segafredo \| + 0 s \| \| \| 7.º \| Oscar Gatto \| Tinkoff \| + 0 s \| \| \| 8.º \| Scott Thwaites \| Bora-Argon 18 \| + 0 s \| \| \| 9.º \| Mike Teunissen \| LottoNL-Jumbo \| + 0 s \| \| \| 10.º \| Fernando Gaviria \| Etixx-Quick Step \| + 0 s \| \| |                  |                     |                 |
| |                  |                     |                 |
| Fuentes: ProCyclingStats Cycling Quotient Cycling Archives |                  |                     |                 |
| Clasificación general |                  |                     |                 |
| Ciclista | Ciclista         | Equipo              | Tiempo          |
| 1.º | Jens Debusschere | Lotto-Soudal        | 4 h 48 min 27 s |
| 2.º | Bryan Coquard    | Direct Énergie      | + 0 s           |
| 3.º | Edward Theuns    | Trek-Segafredo      | + 0 s           |
| 4.º | Filippo Pozzato  | Southeast-Venezuela | + 0 s           |
| 5.º | Jens Keukeleire  | Orica-GreenEDGE     | + 0 s           |
| 6.º | Giacomo Nizzolo  | Trek-Segafredo      | + 0 s           |
| 7.º | Oscar Gatto      | Tinkoff             | + 0 s           |
| 8.º | Scott Thwaites   | Bora-Argon 18       | + 0 s           |
| 9.º | Mike Teunissen   | LottoNL-Jumbo       | + 0 s           |
| 10.º | Fernando Gaviria | Etixx-Quick Step    | + 0 s           |

## UCI Europe Tour
A través de Flandes otorga puntos para el UCI Europe Tour 2016. La siguiente tabla corresponde al baremo de puntuación:
| Posición   | 1.º | 2.º | 3.º | 4.º | 5.º | 6.º | 7.º | 8.º | 9.º | 10.º | 11.º | 12.º | 13.º | 14.º | 15.º | 16.º-30.º | 31.º-40.º |
| Puntuación | 200 | 150 | 125 | 100 | 85  | 70  | 60  | 50  | 40  | 35   | 30   | 25   | 20   | 15   | 10   | 5         | 3         |

| Posición | Ciclista         | Equipo              | Puntos |
| -------- | ---------------- | ------------------- | ------ |
| 1.º      | Jens Debusschere | Lotto Soudal        | 200    |
| 2.º      | Bryan Coquard    | Direct Énergie      | 150    |
| 3.º      | Edward Theuns    | Trek-Segafredo      | 125    |
| 4.º      | Filippo Pozzato  | Southeast-Venezuela | 100    |
| 5.º      | Jens Keukeleire  | Orica GreenEDGE     | 85     |
| 6.º      | Giacomo Nizzolo  | Lotto Soudal        | 70     |
| 7.º      | Oscar Gatto      | Tinkoff             | 60     |
| 8.º      | Scott Thwaites   | Bora-Argon 18       | 50     |
| 9.º      | Mike Teunissen   | Team LottoNL-Jumbo  | 40     |
| 10.º     | Fernando Gaviria | Etixx-Quick Step    | 35     |

Además, también otorgó puntos para el UCI World Ranking (clasificación global de todas las carreras internacionales).
| Posición   | 1.º | 2.º | 3.º | 4.º | 5.º | 6.º | 7.º | 8.º | 9.º | 10.º |
| Puntuación | 200 | 150 | 125 | 100 | 85  | 70  | 60  | 50  | 40  | 35   |

| Posición | Ciclista         | Equipo              | Puntos |
| -------- | ---------------- | ------------------- | ------ |
| 1.º      | Jens Debusschere | Lotto Soudal        | 200    |
| 2.º      | Bryan Coquard    | Direct Énergie      | 150    |
| 3.º      | Edward Theuns    | Trek-Segafredo      | 125    |
| 4.º      | Filippo Pozzato  | Southeast-Venezuela | 100    |
| 5.º      | Jens Keukeleire  | Orica GreenEDGE     | 85     |
| 6.º      | Giacomo Nizzolo  | Lotto Soudal        | 70     |
| 7.º      | Oscar Gatto      | Tinkoff             | 60     |
| 8.º      | Scott Thwaites   | Bora-Argon 18       | 50     |
| 9.º      | Mike Teunissen   | Team LottoNL-Jumbo  | 40     |
| 10.º     | Fernando Gaviria | Etixx-Quick Step    | 35     |